# Urządzenie wirtualne
Urządzenie wirtualne – urządzenie dające możliwość oddziaływania na rzeczywiste urządzenia pomiarowe (np. czujniki wielkości fizycznych) przy pomocy komputera (mysz, klawiatura), oraz dające możliwość udostępniania danych pomiarowych użytkownikowi. Urządzenia wirtualne dają możliwość zbierania danych, ich przetwarzania, analizy, wizualnego przedstawienia oraz sterowania pomiarami.